# Jilotzingo
Jilotzingo é um município do estado do México, no México.

## População
Segundo o II Conteo de Población y Vivienda levado a cabo em 2005 pelo Instituto Nacional de Estatística e Geografia (INEGI), o município de Jilotzingo tinha um total de 13825 habitantes, dos quais 6818 eram do sexo masculino e 7007 eram mulheres.